# Rio Fumaça (vattendrag i Brasilien, Tocantins)
Rio Fumaça är ett vattendrag i Brasilien.   Det ligger i delstaten Tocantins, i den centrala delen av landet, 500 km norr om huvudstaden Brasília.
Omgivningen kring Rio Fumaça är huvudsakligen savann. Området är mycket glesbefolkat, med 2 invånare per kvadratkilometer.